# 슬퍼도 떠나주마
슬퍼도 떠나주마는 1970년 공개된 대한민국의 영화이다.

## 배역
- 신성일
- 김지미
- 윤미라
- 한은진